# توم فليتشير
توم فليتشير (بالإنجليزية: Tom Fletcher)‏ هو لاعب كرة قاعدة أمريكي، ولد في 28 يونيو 1942 في إلميرا في الولايات المتحدة، وتوفي في 9 مايو 2018 في دانفيل في الولايات المتحدة.

## وصلات خارجية
- توم فليتشير على موقعبيزبول رفرنس.كوم (الدوري الرئيسي) (الإنجليزية)
- توم فليتشير على موقعبيزبول رفرنس.كوم (الدوري الثانوي) (الإنجليزية)